# إيزابيلا بلو
إيزابيلا بلو (بالإنجليزية: Isabella Blow) هي صحفية وعارضة بريطانية، ولدت في 19 نوفمبر 1958 في مرليبون في المملكة المتحدة، وتوفيت في 7 مايو 2007 في غلوستر في المملكة المتحدة بسبب تسمم.

## وصلات خارجية
- إيزابيلا بلو على موقع IMDb (الإنجليزية)
- إيزابيلا بلو على موقع ميوزك برينز (الإنجليزية)
- إيزابيلا بلو على موقع قاعدة بيانات الفيلم (الإنجليزية)